# Sotiris Petroulas
Sotiris Petroulas (griechisch Σωτήρης Πέτρουλας; * 1943 in der Mani; † 21. oder 22. Juli 1965 in Athen) war ein griechischer Student und wurde durch seinen gewaltsamen Tod zum Märtyrer der Linken in Griechenland.
Petroulas wurde 1943 auf der Halbinsel Mani geboren. Früh schloss er sich der Jugendorganisation der linksgerichteten Eniea Dimokratiki Aristera (griechisch Ενιαία Δημοκρατική Αριστερά ΕΔΑ, Vereinigung der Demokratischen Linken EDA) an. Als Student der Wirtschaftswissenschaften in Athen wurde er nach der Tötung von Grigoris Lambrakis Aktivist der nach diesem benannten Lambrakis-Jugend, die von Mikis Theodorakis angeführt wurde. Am 21. Juli 1965 trug er Theodorakis bei einer Demonstration im Zentrum Athens auf seinen Schultern durch die Menge; am späten Abend desselben Tages wurde er durch eine Tränengasgranate der Polizei getötet.
Mikis Theodorakis verewigte ihn mit dem Lied Sotiris Petroulas.